# Dirk Roelfsema
Dirk Roelfsema (Groningen, 15 april 1939 – Drachten, 26 mei 2023) was een Nederlands voetballer. Hij speelde betaald voetbal bij Be Quick, VV Leeuwarden en SC Cambuur. Hij had de bijnaam 'de stukkene stoel', iets waar hij zelf overigens maar weinig begrip voor had.

## Loopbaan
Roelfsema was afkomstig van de amateurs van VV Haren en debuteerde in het betaalde voetbal bij het stads-Groningse Be Quick, met welke club hij in 1960 naar de Eerste divisie promoveerde. In het seizoen 1961/62 scoorde hij namens Be Quick tijdens de wedstrijd tegen het Tilburgse NOAD zes keer. Roelfsema plaatste zich daarmee in het rijtje goalgetters Johan Cruijff en Marco van Basten. Hij werd door VV Leeuwarden aangetrokken in het seizoen 1962/63 en speelde hier twee jaar. In Leeuwarden ontpopte hij zich als veelscorende aanvalsleider en toen de club in 1964 stopte met betaald voetbal werd Roelfsema als eerste contractspeler aangetrokken door de opvolger van VV Leeuwarden, de stichting SC Cambuur. Hij speelde een goed seizoen met Cambuur en behaalde de kampioenstitel. Op het einde van dat seizoen kwam hij op de transferlijst terecht, maar speelde na de voorbereiding van het nieuwe seizoen gewoon weer zijn wedstrijden in de hoofdmacht.
Voor SC Cambuur speelde Roelfsema van 1964 tot 1968. In deze vier seizoen speelde hij 115 wedstrijden waarin hij 63 maal scoorde. Jarenlang voerde hij daar de topscorerslijst aan, totdat Jan Bruin hem op 16 mei 2003 voorbijstreefde. Na Cambuur stopte Roelfsema met betaald voetbal en speelde daarna nog drie jaar bij VV Drachten. In 1972 besloot hij te stoppen met voetbal en werd oefenmeester bij SV Houtigehage.
Eind jaren 1990 was Roelfsema in beeld voor een bestuursfunctie bij SC Cambuur toen deze club in moeilijkheden verkeerde. Die kreeg hij niet. Wel verrichtte hij vrijwilligerswerk voor Cambuur.

## Privéleven
Dirk Roelfsema was de schoonzoon van Leslie Talbot (1910–1983), die in het seizoen 1961/62 zijn trainer was bij Be Quick. Hij overleed in mei 2023 op 84-jarige leeftijd in Drachten.

## Clubstatistieken
| Seizoen | Club       | Land      | Competitie       | Wed. | Goals |
| ------- | ---------- | --------- | ---------------- | ---- | ----- |
| 1959/60 | Be Quick   | Nederland | Tweede divisie B | 15   | 12    |
| 1960/61 | Be Quick   | Nederland | Eerste divisie B | 7    | 3     |
| 1961/62 | Be Quick   | Nederland | Eerste divisie B | 31   | 30    |
| 1962/63 | Leeuwarden | Nederland | Tweede divisie A | 20   | 15    |
| 1963/64 | Leeuwarden | Nederland | Tweede divisie A | 30   | 23    |
| 1964/65 | SC Cambuur | Nederland | Tweede divisie A | 27   | 17    |
| 1965/66 | SC Cambuur | Nederland | Eerste divisie   | 22   | 14    |
| 1966/67 | SC Cambuur | Nederland | Eerste divisie   | 36   | 22    |
| 1967/68 | SC Cambuur | Nederland | Eerste divisie   | 31   | 10    |
| Totaal  | Totaal     | Totaal    | Totaal           | 219  | 146   |